# Orthoporus cluniculus
Orthoporus cluniculus är en mångfotingart som först beskrevs av Jean-Henri Humbert och Henri Saussure 1870.  Orthoporus cluniculus ingår i släktet Orthoporus och familjen Spirostreptidae. Inga underarter finns listade i Catalogue of Life.